# Fort de Mutzig
Le fort de Mutzig, de son nom original Feste Kaiser Wilhelm II. (« Groupe fortifié Empereur Guillaume II »), est un ouvrage militaire construit à partir de 1893 par les Allemands sur la commune de Mutzig en Alsace (aujourd'hui dans le département du Bas-Rhin). Le champ de manœuvre s'étend autour du fort, soit au nord de Mutzig et sur les communes voisines de Molsheim et de Dangolsheim.
Cet ouvrage était, de par son étendue et sa puissance de feu, la fortification la plus importante de l'Empire allemand lorsque la Première Guerre mondiale éclate mais, du fait de la tournure du plan Schlieffen et de son éloignement du front, n'y joua qu'un rôle mineur.
Premier ouvrage militaire construit après la « crise de l'obus-torpille », il a été l'objet d'expérimentations qui allaient conduire au nouveau type d'ouvrages fortifiés utilisé entre autres dans le cadre de la ligne Maginot.

## La crise de l'obus-torpille
À la fin du XIXe siècle, l'artillerie commença à connaître des progrès considérables, notamment grâce à l'invention de l'obus de forme cylindro-ogivale, de la fusée percutante et de l'emploi de la mélinite comme explosif brisant. Il s'ensuivit ce qui est communément appelé la « crise de l'obus-torpille » en 1883-1885.
Cette crise rendit obsolètes les ouvrages fortifiés de l'époque, fussent-ils français comme ceux du système Séré de Rivières ou allemands comme ceux de type Biehler, tous construits en maçonnerie et fragiles devant de tels obus.
De plus, l'artillerie des fortifications d'avant-crise était simplement mise en batterie en plein air au-dessus du fort, seulement protégée des tirs directs par un parapet. Étant donné les progrès en matière de précision du tir d'artillerie, il devient évident que la protection de la pièce et celle de ses servants n'est alors plus que symbolique.

## Une révolution technologique
Dans le contexte de la révolution industrielle, le fort de Mutzig a une place particulière dans la course à l'innovation entre le glaive (les armes offensives, ici surtout le canon) et la cuirasse (les armes défensives, ici la fortification) : le génie allemand met en œuvre des mesures aptes à répondre à cette crise par le recours au béton, au cuirassement, à l'électricité et à la dispersion des structures, faisant du fort de Mutzig une fortification expérimentale très en avance sur son époque.

### Emploi du béton
Le premier fort, bâti de 1893 à 1895 du côté est et bien que construit en maçonnerie, était doté d'une dalle en béton d'un mètre d'épaisseur.
Le second, bâti de 1895 à 1897 du côté ouest, l'a été tout en béton.
La construction du troisième imposait de par son type l'emploi de béton (voir infra).

### Emploi du cuirassement
Les tourelles pour obusier qui équipent le fort sont intégralement protégées par une cuirasse en acier au nickel de 10 cm d'épaisseur. Ces tourelles sont souvent désignées comme étant des « coupoles », car elles ne sont pas éclipsables.
Ses autres équipements extérieurs, à savoir trois cloches d'observation, sont également blindées.
En fortification, cela a été le premier emploi systématique du cuirassement du côté allemand.

### Emploi de l'électricité
Le fort de Mutzig a été la première fortification à intégrer des centrales électriques pour ses propres besoins : quatre ont été installées.
Du fait de l'encloisonnement et du blindage des locaux, leur ventilation mécanique était devenue nécessaire. L'électricité a permis de la réaliser en toute sécurité, de même que l'éclairage des locaux sans flamme nue (bougies ou lampe à pétrole, très courants à l'époque).

### Dispersion des ouvrages
Mis à part leur forme triangulaire, les deux premiers forts suivaient le principe général d'avant-crise : un grand fossé sec autour d'une caserne plutôt compacte semi-enterrée avec l'artillerie par-dessus.
Pour le troisième, on allait oublier tout ça.

### Une fortification expérimentale
De par l'étalement dans le temps de la construction du fort et de son ampleur dans l'espace, le fort allait servir de laboratoire pour bon nombre d'innovations : au moins trois générations d'abris d'infanterie, trois types de batteries, deux modèles d'observatoires cuirassés et deux types de périscopes y furent expérimentés.

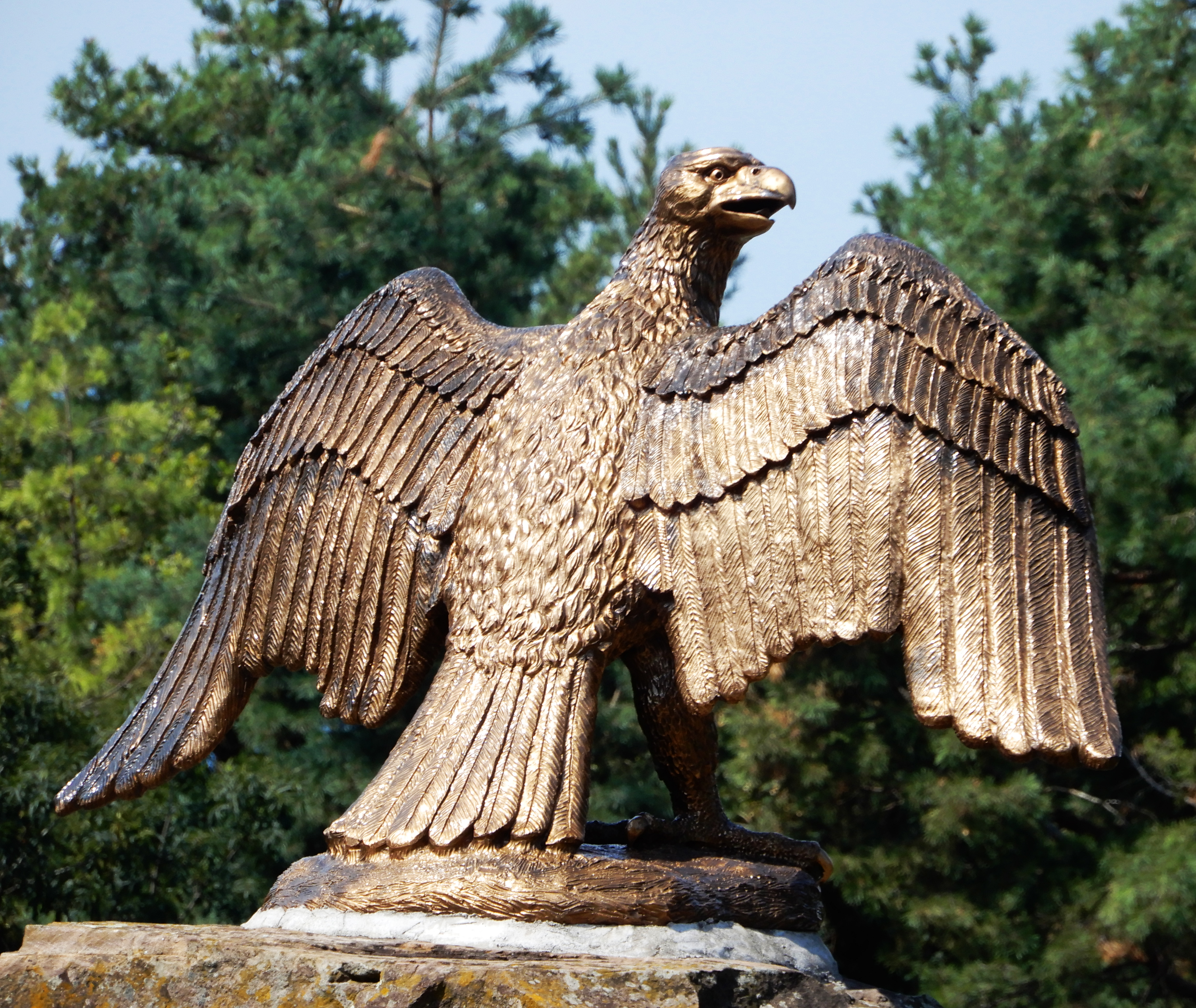
Fort de Mutzig - Aiglon à l'entrée du lieu
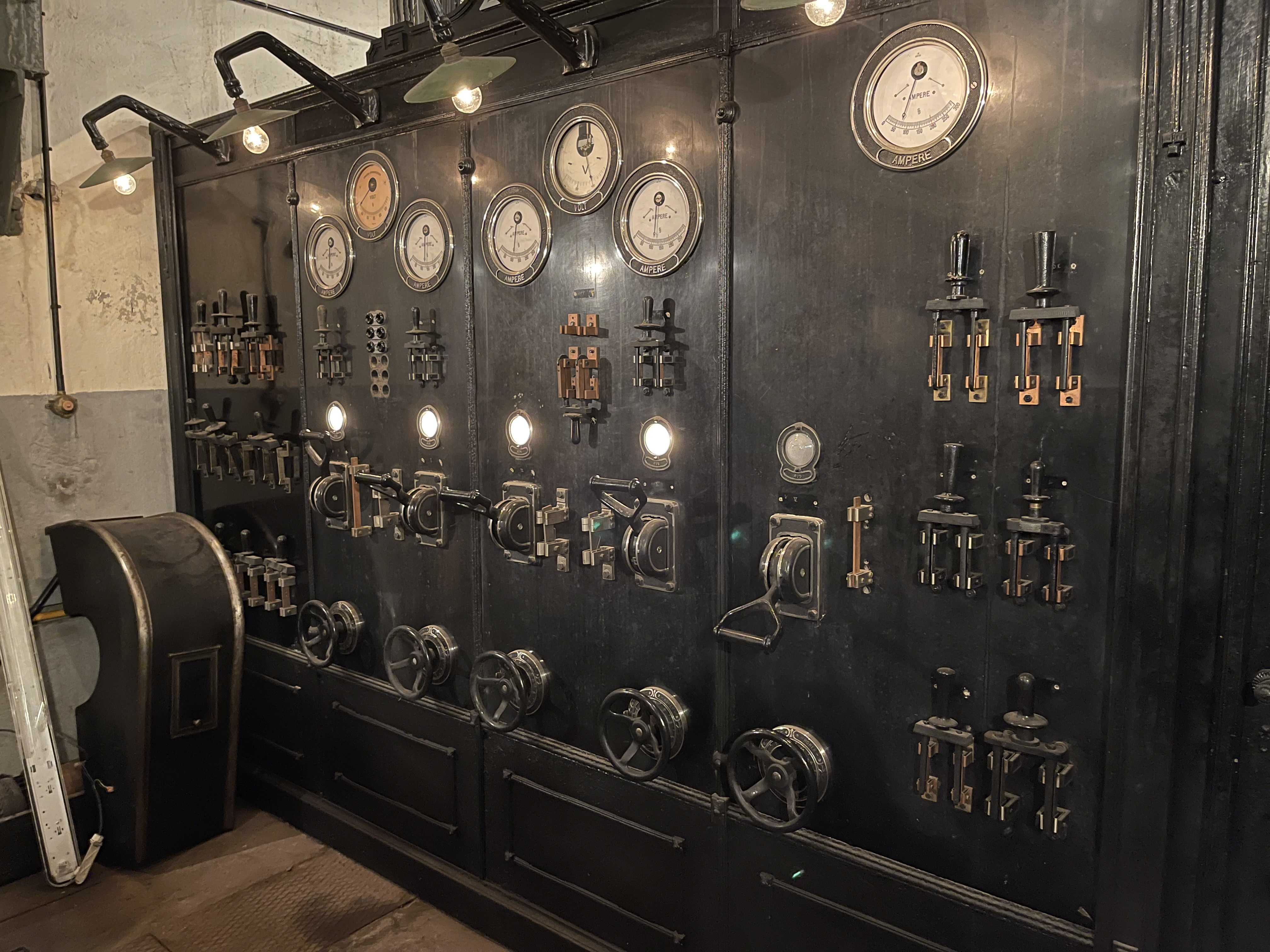
Tableau électrique
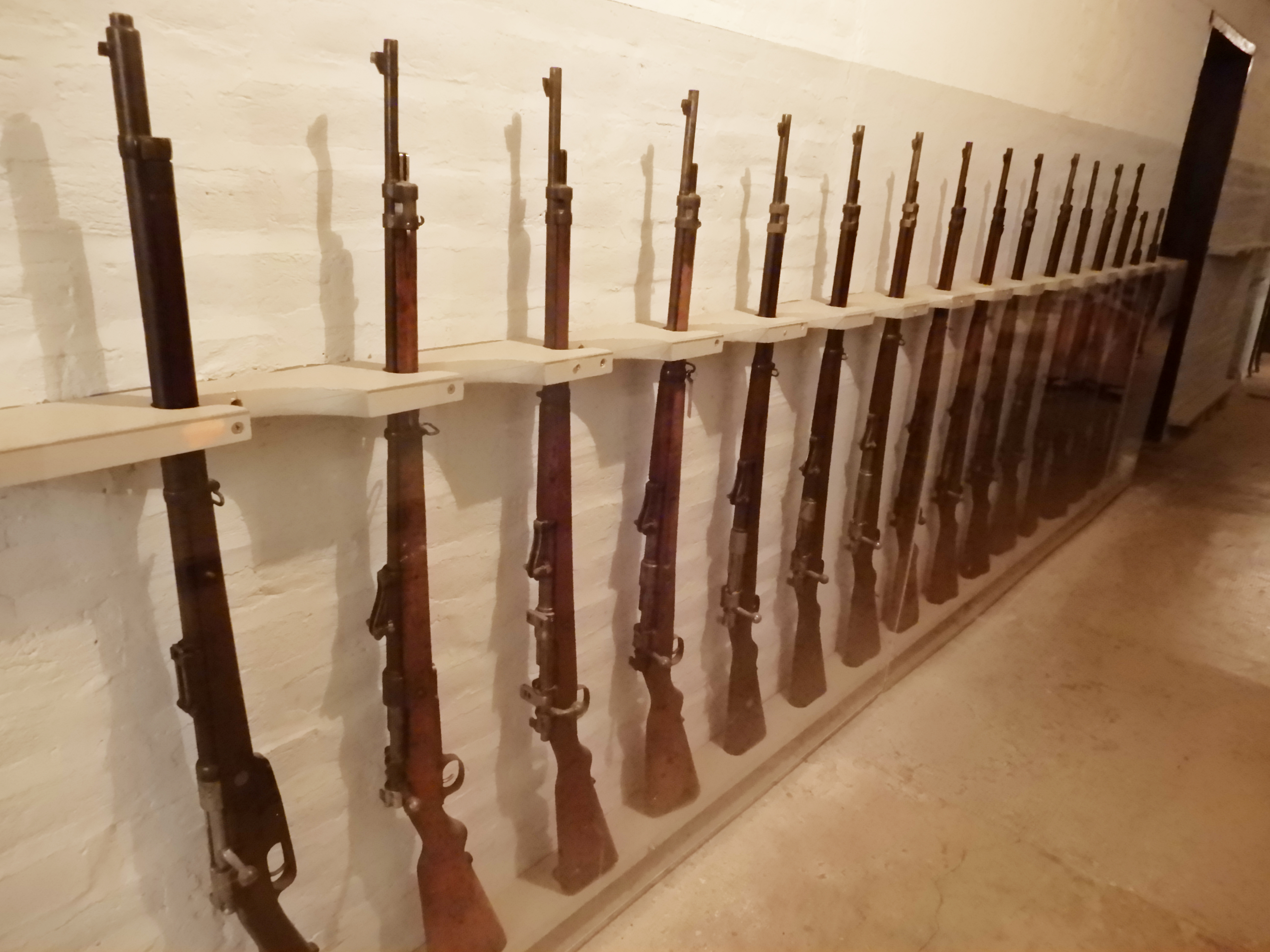
Fort de Mutzig - Armurerie
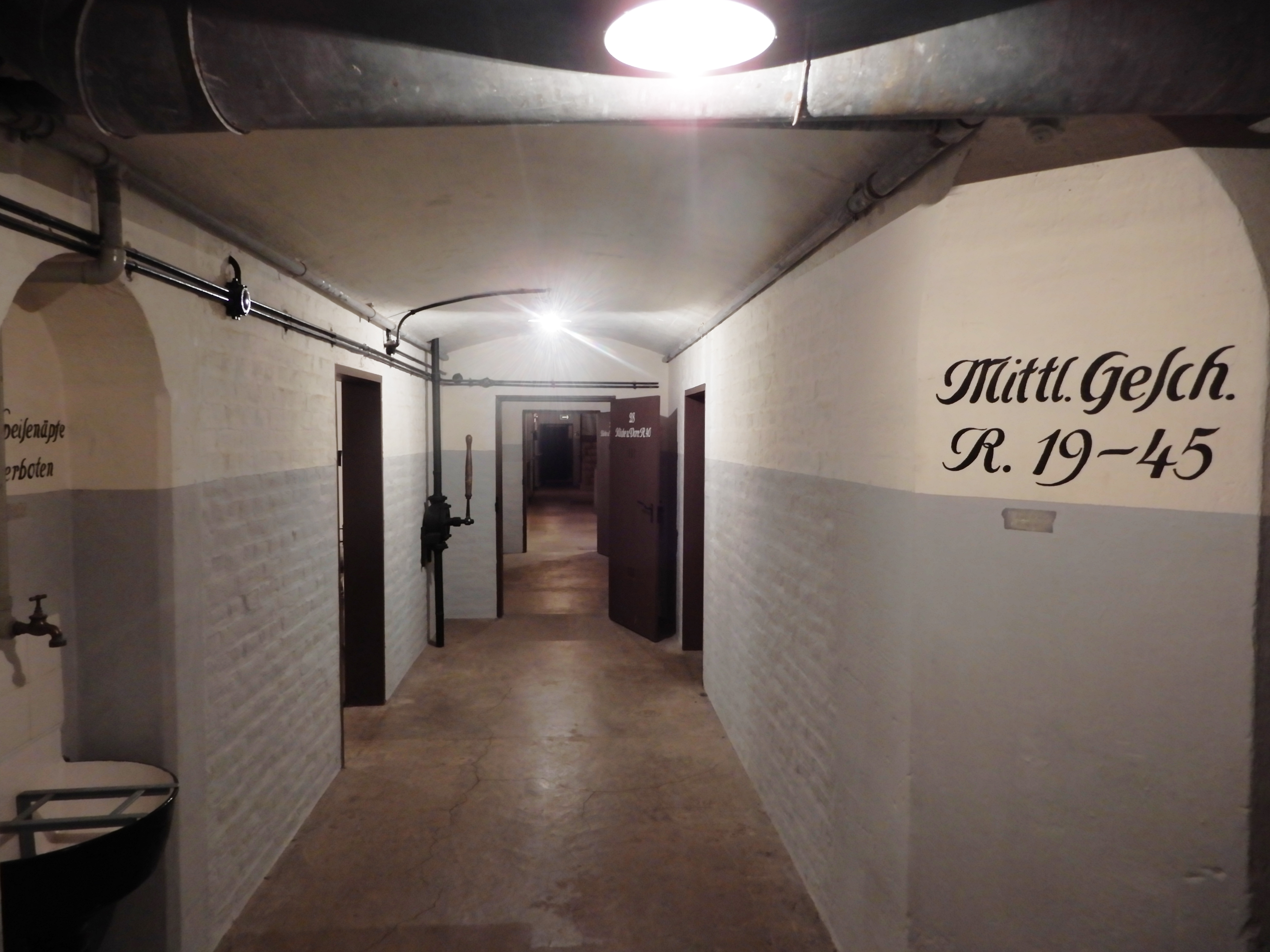
Fort de Mutzig - Couloir
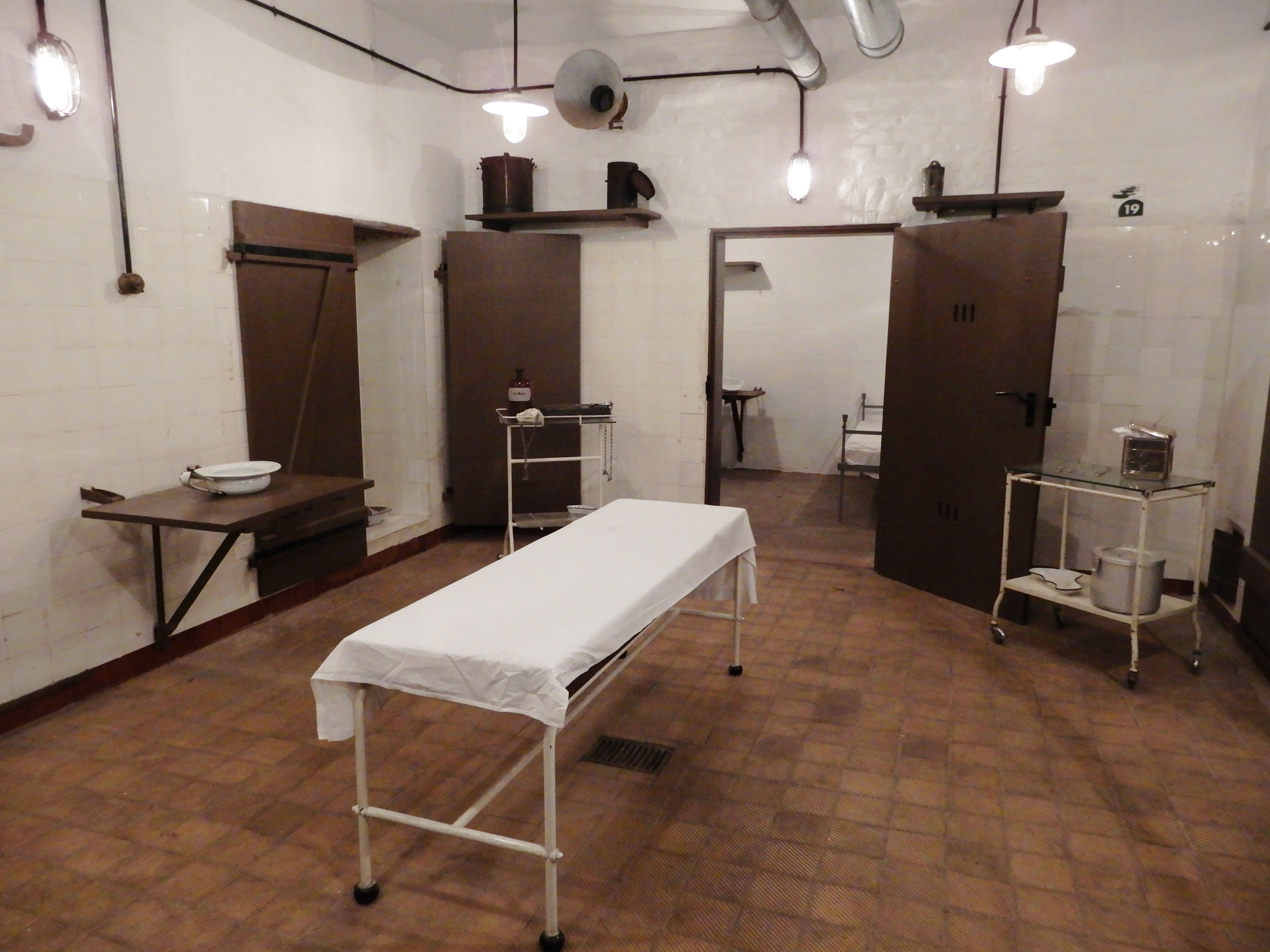
Fort de Mutzig - Infirmerie
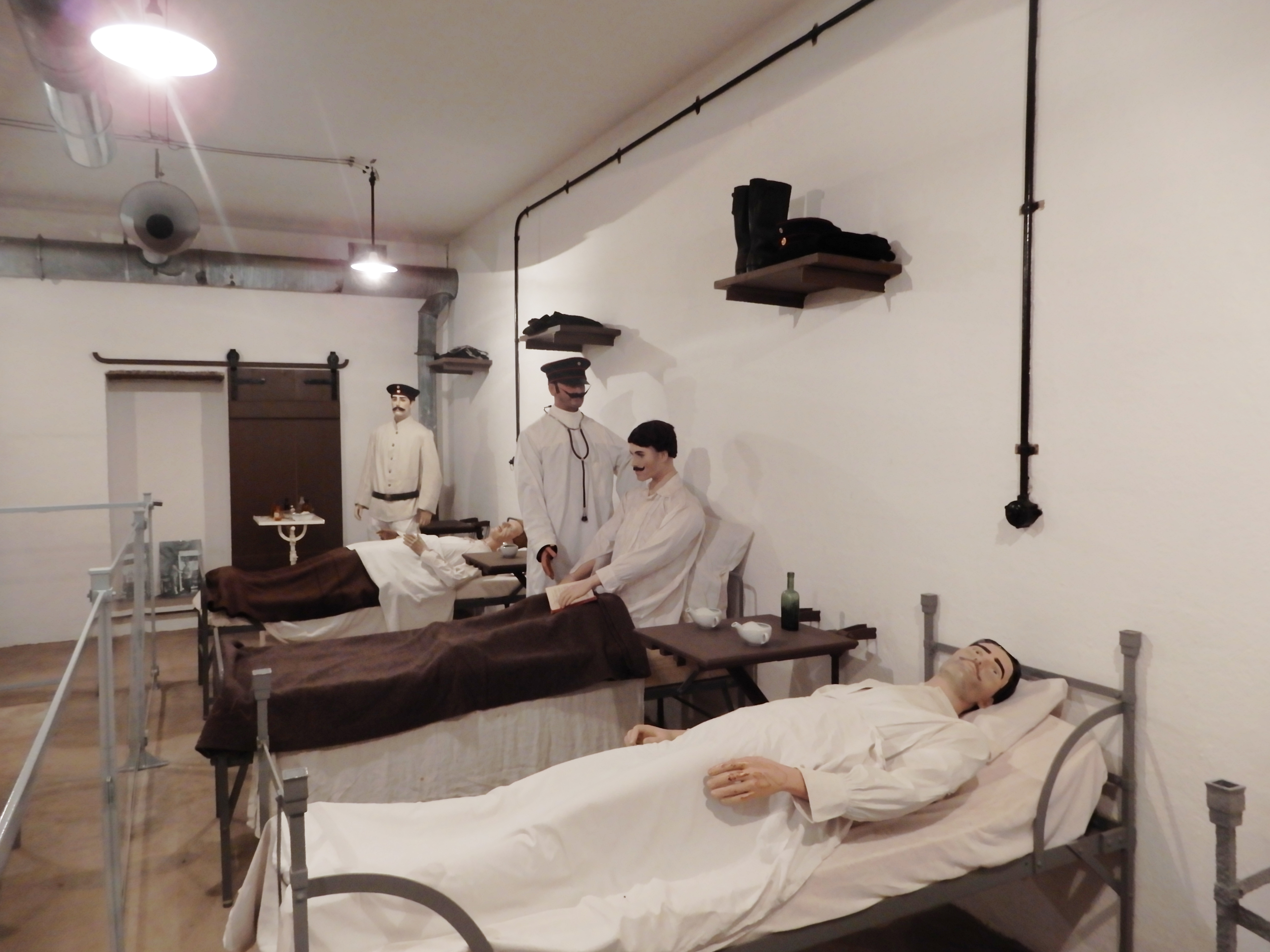
Fort de Mutzig - Infirmerie, salle de repos
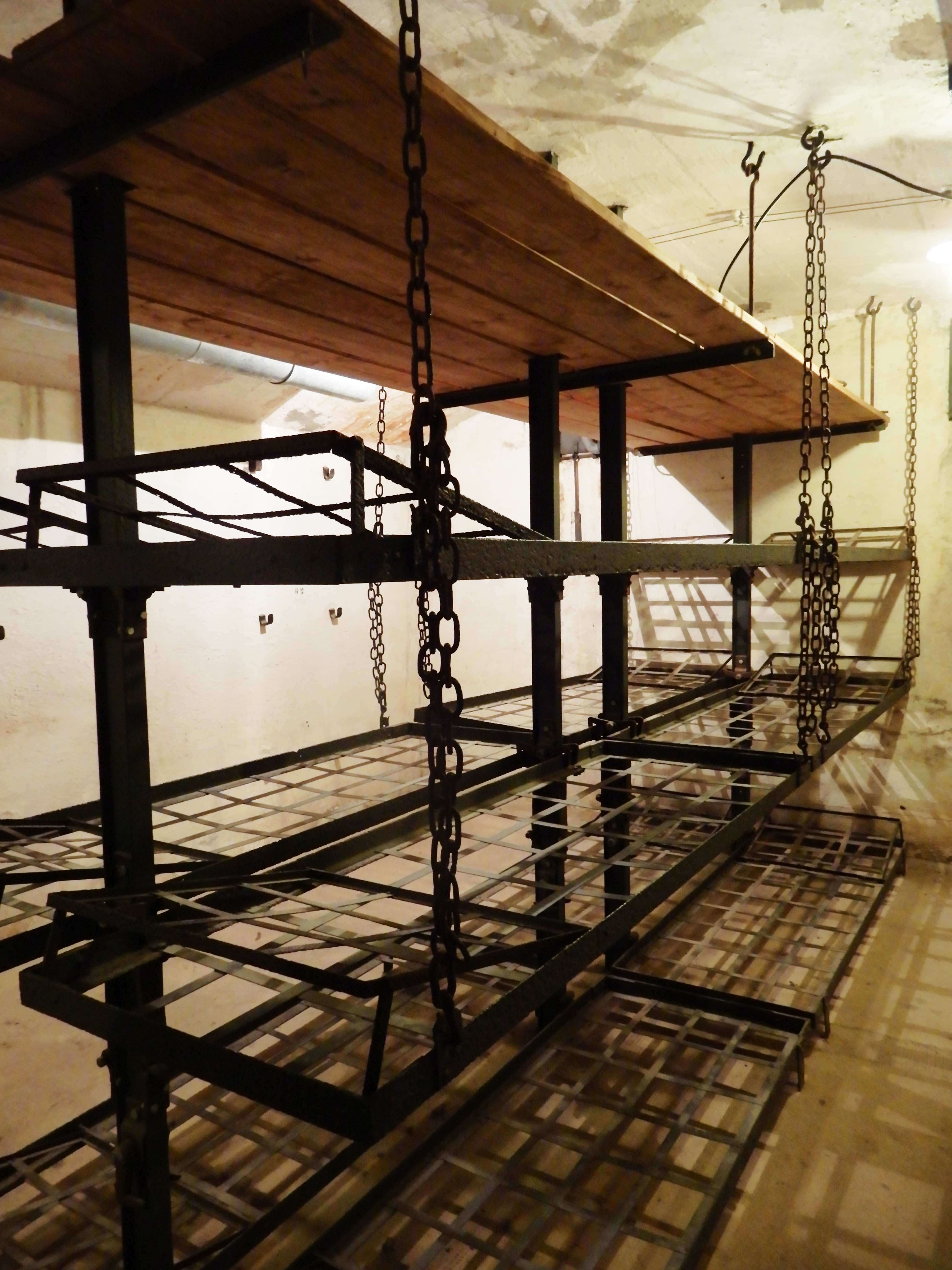
Fort de Mutzig - Dortoir
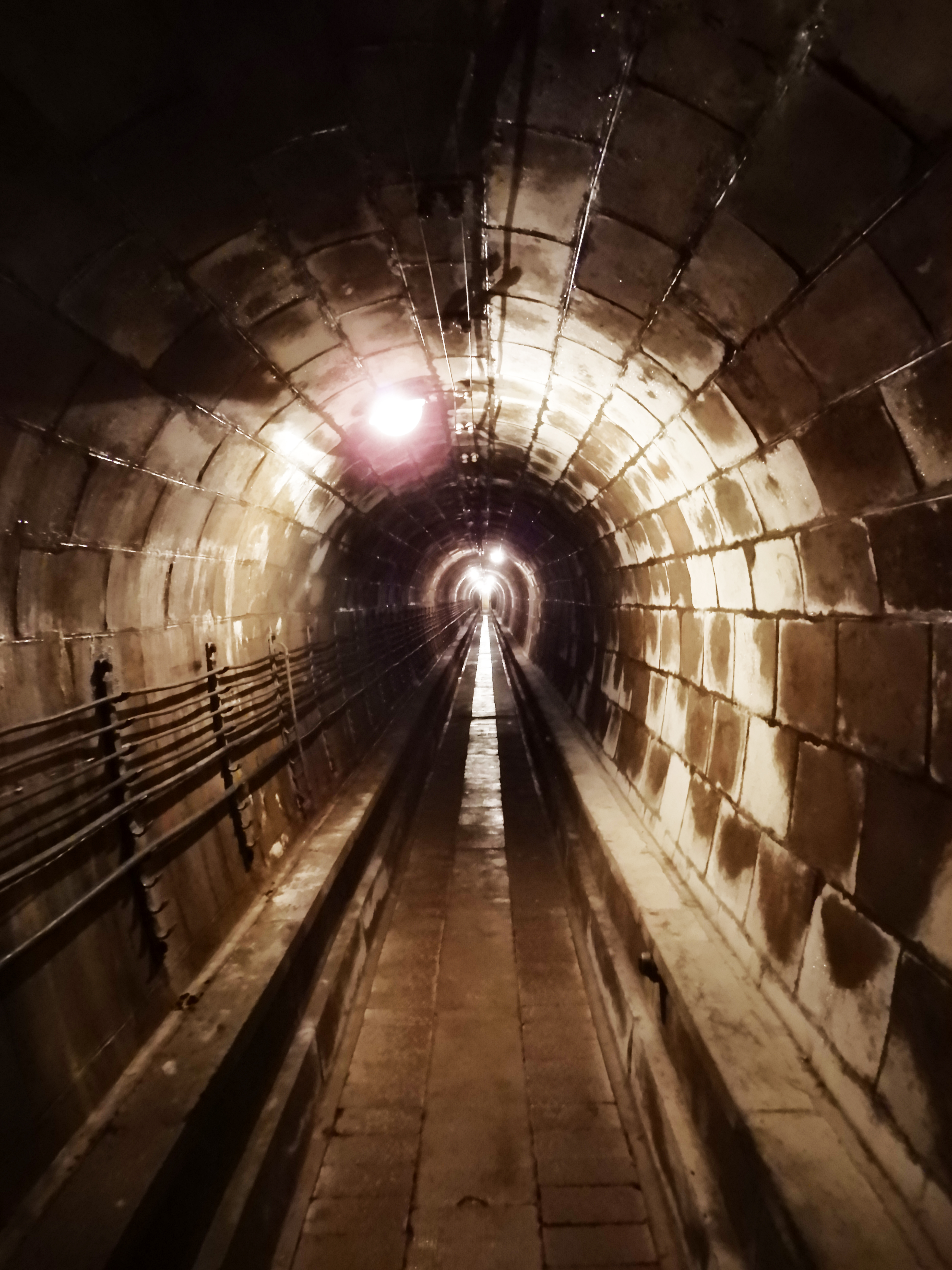
Fort de Mutzig - Tunnel entre bâtiments
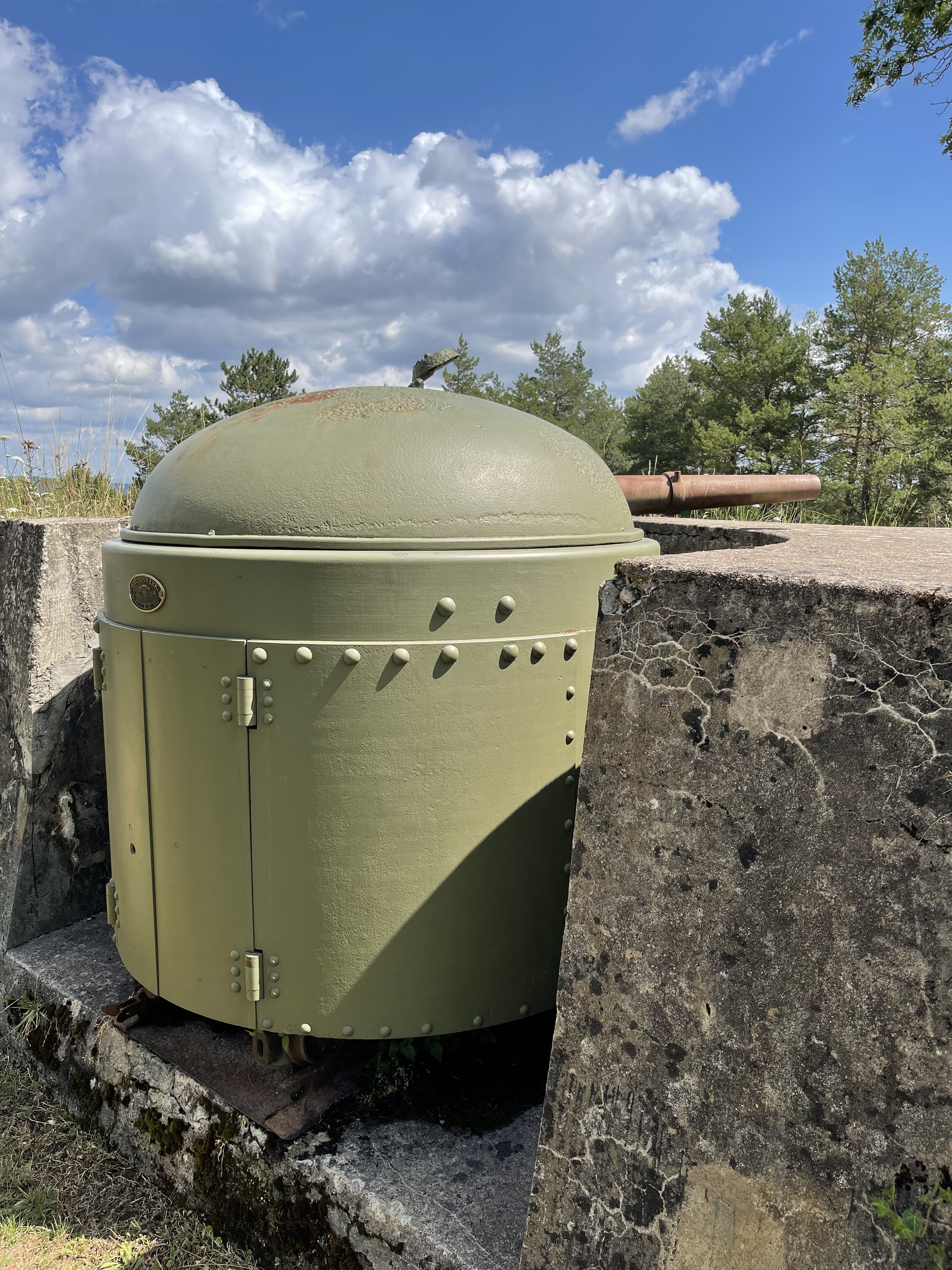
Fort de Mutzig - Pièce de batterie

## Évolution du projet

### Genèse du projet
- 1884 : Guillaume Ier décide la construction d'un fort à Muzig.
- 1891 : Guillaume II se décide pour un projet économique avec deux forts compacts (au sens Séré de Rivières - Biehler) mais demande une étude complémentaire qui conduit à l'abandon de la forme polygonale des forts au profit de celle triangulaire.
- 28 avril 1893 : ordre de démarrage des travaux.
- 14 juin 1894 : l'ensemble est appelé « Feste Kaiser Wilhelm II.[1] » en raison de l'intérêt que manifestait l'empereur au chantier.

### Les premiers pas

#### Le fort est
Printemps 1895 : achèvement du fort est.
Comprend une centrale électrique avec quatre groupes électrogènes.
- Armement principal :
  - Batterie 5 : 4 coupoles pour obusier calibre 150 mm sous bouclier de 150 mm d'acier au nickel - portée : 7 200 m - cadence de tir : 2 à 4 coups par minute.
- Armement secondaire :
  - 6 coupoles à éclipse pour canon calibre 57 mm à tir rapide sous bouclier de 150 mm d'acier au nickel - portée : 500 m[2] - cadence de tir : 25 coups par minute ;
  - 6 affûts pour canon calibre 53 mm à tir rapide protègent les fossés périphériques depuis trois coffres de contre-escarpe - portée : 3 200 m - cadence de tir : 35 à 40 coups par minute[3] ;
  - des mitrailleuses MG 08 calibre 7,92 mm complètent la protection des fossés.

#### Le fort ouest
1895-1897 : construction du fort ouest.
Comprend une centrale électrique avec quatre groupes électrogènes.
- Armement principal :
  - Batterie 2 : 4 coupoles pour obusier calibre 150 mm sous bouclier de 150 mm d'acier au nickel - portée : 7 200 m - cadence de tir : 2 à 4 coups par minute.
- Armement secondaire :
  - 2 coupoles à éclipse pour canon calibre 57 mm à tir rapide sous bouclier de 150 mm d'acier au nickel - portée : 500 m[2] - cadence de tir : 25 coups par minute ;
  - 4 affûts pour canon calibre 53 mm à tir rapide protègent les fossés périphériques depuis deux coffres de contre-escarpe - portée : 3 200 m - cadence de tir : 35 à 40 coups par minute[3] ;
  - des mitrailleuses MG 08 calibre 7,92 mm complètent la protection des fossés.

### Évolution vers un groupe fortifié
(au sens Maginot)

#### Trois batteries légèrement blindées
1898-1899 : un budget limité fait que seules des batteries « légèrement » blindées sont construites, en l'occurrence les batteries 1 (sur la cote 375), 3 et 4 (sur le Blottenspitze), à la façon de batteries côtières ; la batterie 1 comporte quatre tourelles pour canon calibre 105 mm sous bouclier de 80 mm d'acier ainsi que les abris en béton afférents et un observatoire ; les batteries 3 et 4 ne comptent que 3 tourelles et leur observatoire est déporté de la distance de la quatrième tourelle. 
Les canons avaient une portée de 10 800 m et pouvaient tirer 9 coups par minute.

#### Les abris d'infanterie
Trois casernes d'infanterie furent construites entre 1899 et 1901 pour la no 1 et de 1901 à 1902 pour les nos 2 et 3.
Suivirent seize autres abris en béton dont le no 16 comprend une centrale électrique avec quatre groupes électrogènes.

#### La batterie 6: un fort en soi
De nouveaux fonds, débloqués à la suite de la vente de la Südumwallung (fortification - Vauban ? - sud) de Strasbourg, permettent de 1904 à 1906 la construction de la batterie 6 sur la cote 374 et comportant un ouvrage aux façades complètement enterrées (à l'accès près) et où seule la surface de la dalle affleure le terrain environnant.
Comprend une centrale électrique avec quatre groupes électrogènes et un puits (forage à 110 m).
- Armement principal : quatre tourelles cuirassées pour canon calibre 105 mm renforcés sous coupole de 150 mm d'acier au nickel - portée : 10 800 m - cadence de tir : 9 coups par minute.

Ce fut le dernier bloc d'artillerie (au sens Maginot) construit.

#### La ceinture de barbelés
Une ceinture en fil de fer barbelé de 25 m de large et de 18 km de longueur fut mise en place entre 1908 et 1912.

## Intérêt stratégique

### Mission du fort
Le fort de Mutzig a été planifié et construit dans le cadre du plan Schlieffen.
Pour mémoire, ce dernier prévoyait le contournement par les armées allemandes à travers la Belgique des forces françaises supposées se précipiter vers l'Alsace et la Lorraine, la prise de Paris et l'encerclement des armées françaises pour obtenir leur destruction ou leur capitulation. Cette vaste manœuvre devait être rapide, pour ne pas laisser le temps aux Français de réorganiser leur dispositif et pour précéder l'intervention en masse des troupes russes sur le front oriental (la mobilisation russe nécessitant beaucoup de temps).
Dans cette optique, il fallait ralentir voire bloquer les offensives françaises en Alsace et en Lorraine par des fortifications permettant de masser le maximum de troupes dans l'aile marchante (l'aile droite allemande). D'abord, les ceintures de forts protégeant les nœuds ferroviaires de Metz et de Strasbourg sont modernisées et renforcées ; ensuite sont organisées deux positions s'appuyant sur ces places-fortes, d'une part la « position de la Moselle » (Moselstellung) entre Metz et Thionville, d'autre part la « position de la Bruche » entre Strasbourg et Mutzig ; enfin les différents ponts sur le Rhin sont protégés par des têtes de pont fortifiées (à Gerstheim, Rhinau, Schœnau, Marckolsheim, Neuf-Brisach, Chalampé et Kembs).

Implantation des forts de la ceinture de Strasbourg. À l'ouest, le fort de Mutzig constitue l'autre extrémité de la Breuschstellung (position de la Bruche).

La position de la Bruche, qui s'appuie à l'ouest sur les Vosges, en plaine sur la Bruche et à l'est sur le Rhin, barre la plaine d'Alsace pour stopper la prévisible offensive française remontant depuis Belfort, en protégeant la ville de Strasbourg et en barrant le débouché alsacien du col de Saales (menant à Saint-Dié-des-Vosges, où sont massées des unités françaises).

### La position de Mutzig
D'abord la colline sous-vosgienne qui surplombe Mutzig et Molsheim est relativement avancée dans la plaine d'Alsace, permettant aux canons pointés vers l'est de barrer la majeure partie de la plaine d'Alsace : le Rhin est à vingt-six kilomètres des batteries 5 et 6 qui croisent leurs feux avec la ceinture fortifiée de Strasbourg (distante de seize kilomètres au fort Joffre), tandis que l'action frontale vers le sud est assurée par les batteries 2, 4 et 5.
Ensuite, le fort domine nettement les environs, favorisant l'observation et augmentant la portée de son artillerie : si le pont sur la Bruche à Mutzig est à 192 mètres d'altitude, la batterie no 2 culmine à 398 mètres.
Enfin, l'emplacement contrôle la vallée de la Bruche à l'ouest et celle de la Mossig au nord-ouest, deux des possibles voies de traversée du massif des Vosges, vers lesquelles pointent les canons des batteries 1, 2 et 3.

## Et après?

### La Première Guerre mondiale
Le 18 août 1914, l'avant-garde française atteignit les villages de Lutzelhouse et d'Urmatt dans la Haute-Bruche.
Étant à portée de canon du fort, ce dernier ouvrit le feu dans l'après-midi et 291 obus de calibre 105 mm s'abattirent dans les environs.
Les troupes allemandes lancèrent alors une contre-attaque ; elle repoussa les troupes françaises au-delà de la frontière.
De toute la guerre, ce fut le seul fait d'armes du secteur. Il est indéniable que le caractère dissuasif du fort a limité toute velléité française de se rapprocher de Strasbourg, lui épargnant sans doute des dommages tels que les ont subis les villes du nord de la France.
En 1917, la moitié des affûts sous boucliers blindés de calibre 105 mm furent déposés et envoyés au front.

### L'entre-deux-guerres
Le groupe fortifié est remis à l'armée française selon les conditions de l'armistice de 1918, en l'état et avec ses stocks de munitions. Il est alors renommé « fort de Mutzig ».
Lors de l'établissement des projets de fortifications de l'Alsace par le Conseil supérieur de la guerre et par le génie français, le fort est prévu comme pivot d'une seconde ligne de défense, loin à l'ouest des lignes se trouvant le long de la berge du Rhin et en plaine. Le fort est donc intégré à partir des années 1930 au secteur fortifié du Bas-Rhin, une des subdivisions de la ligne Maginot.
Les casernes se trouvant à Mutzig (quartiers Moussy et Clerc), pour lesquelles les terrains autour du fort servent de champ de manœuvre, sont alors occupées par un bataillon du 158e régiment d'infanterie (qui dépend de la 43e division d'infanterie basée à Strasbourg) et par un centre de mobilisation d'infanterie (le no 202).
S'y rajoute de 1931 à 1933 le 3e groupe du 155e régiment d'artillerie de position.

### La Seconde Guerre mondiale

#### La bataille de France
En juin 1940, le fort est occupé par la 111e batterie (d'instruction) du 155e régiment d'artillerie de position (RAP), ainsi que par quelques éléments du 237e régiment d'infanterie et du 210e bataillon de génie de forteress.
L'ordre allemand d'offensive sur le Rhin (opération Kleiner Bär de franchissement de la Rheinstellung, la position du Rhin) est donné le 13 juin 1940 pour le 15 au matin, alors que les troupes d'intervalle tenant la ligne de défense le long du Rhin ont reçu l'ordre de se replier vers l'ouest. La conquête de la berge et de la première ligne de villages a lieu les 15 et 16 juin.
Le fort est évacué le 14 par la batterie d'instruction, remplacée par le 3e groupe du 155e RAP qui l'abandonne le 20 après avoir neutralisé la plupart des pièces.
Néanmoins, le commandement allemand, craignant encore la présence des Français, ordonne une attaque par les Stukas de la 28e Kampfgeschwader (escadrille de combat) le 21 juin. Mais comme la 215e division d'infanterie allemande a pris sans combattre la place-forte, l'attaque aérienne, qui n'a pas été décommandée entretemps, fait plus de 70 morts côté allemand.

#### La bataille des Vosges
En novembre 1944, la 3e division d'infanterie américaine s'approche par la vallée de la Bruche du fort encore occupé par quelques troupes allemandes. Le 26 novembre, le fort est encerclé notamment par la compagnie E du 1er bataillon, 30e régiment d'infanterie. De puissantes salves d'artillerie et de nombreuses attaques aériennes restent vaines.
Dans la nuit du 4 au 5 décembre 1944, le sergent-chef Ruby et les hommes de garde Simon et Zerr capturent le major Rarbow commandant la forteresse de Mutzig. Cet officier allemand cherchait à rejoindre les lignes allemandes.
Abandonnées par leur chef, manquant de ravitaillement et dans une position désespérée, la garnison allemande se rend le 5 décembre 1944. Le 13 décembre 1944, Le lieutenant-colonel Bringoux commandant le détachement de la 2e division blindée adresse ses félicitations au lieutenant de réserve Goetz (chef des FFI de Dangolsheim), au sergent-chef Ruby, au soldat Jean-Baptiste Simon et au soldat Charles Zerr.

### L'après-guerre
Le fort est divisé en deux parties distinctes, la première accessible au public et visitable, en témoignage des anciennes batailles, et l'autre strictement interdite d'accès et sous protection militaire.
La partie encore occupée sert pour l'interception des communications par satellites. Un certain nombre d'antennes et de systèmes d’interception y servent à intercepter les communications électroniques dans ce que l'on nomme communément le réseau d'écoute « frenchelon ». La base de Mutzig fait partie des nombreuses installations militaires françaises destinées à l'écoute des communications telles que Feucherolles, les Alluets-le-Roi, Domme (Périgord) ou Boullay-les-Troux.